# Thorsten Heidel
Thorsten Heidel (* 1967 in Bad Hersfeld) ist ein deutscher Schauspieler.

## Leben
Heidel erhielt seine schauspielerische Ausbildung bei Heidi Wallier, Reiner Beck und Erika Dannhoff. 1992 machte er seine Bühnenreifeprüfung. Zuvor hatte er bereits in einigen Film- und Fernsehproduktionen mitgewirkt. Anschließend arbeitete er hauptsächlich als Theaterschauspieler. Gleich nach Abschluss seiner Ausbildung wurde er 1993 von Einar Schleef für dessen Faust-Inszenierung Faust im Sextett ans Schillertheater Berlin engagiert. Von 1994 bis 2002 war er fest am Berliner Ensemble engagiert. Ab 1997 gehörte er gleichzeitig zum Ensemble des Wiener Burgtheaters und pendelte fast acht Jahre zwischen Berlin und Wien hin und her.
Zu seinen Berliner Bühnenrollen gehörten u. a. Marquis de Valmont in Quartett (1994; Regie: Heiner Müller), Matti in Herr Puntila und sein Knecht Matti (1995; Regie: Einar Schleef), Senkpiel in Heiner Müllers Die Umsiedlerin (1996; Regie: B. K. Tragelehn), Patient/Lavoisier in Die Verfolgung und Ermordung des Jean Paul Marat (2000; Regie: Philipp Tiedemann) und Laios/Teiresias in Ödipus (Premiere: Spielzeit 2001/02; Regie: George Tabori). Am Burgtheater gehörte er zur Uraufführungsbesetzung von Elfriede Jelineks Ein Sportstück (Premiere: Spielzeit 1997/98; Regie: Einar Schleef); außerdem spielte er den Ferdinando in Schleefs Goldoni-Bearbeitung Wilder Sommer (Premiere: Spielzeit 1998/99) und arbeitete bei Peter Handkes Die Fahrt im Einbaum oder das Stück zum Film vom Krieg (Premiere: Juni 1999) mit Claus Peymann als Regisseur zusammen.
Anschließend arbeitete Heidel als freier Schauspieler. Theaterengagements hatte er in der Folgezeit u. a. an der Volksbühne am Rosa-Luxemburg-Platz (2004), bei den Händel-Festspielen (2005 und 2006), am Thalia Theater Halle (2006; als Karl Moor in Die Räuber, Regie: Annegret Hahn), an der Oper Bonn (2007) und an der Staatsoper Unter den Linden (2008).
2009 gastierte er als Schreiber Licht in Kleists Der zerbrochne Krug am Ernst-Deutsch-Theater in Hamburg. 2010 übernahm er die Rolle des Erzählers in Jean Pauls Die Rede des toten Christus bei einer Aufführung in der Berliner Gethsemanekirche. 2015 gastierte er bei den Ruhrfestspielen Recklinghausen.
Heidel übernahm neben seiner Theaterarbeit, die seinen künstlerischen Schwerpunkt darstellt, auch einige Film- und Fernsehrollen. Er wirkte in einigen Kinofilmen mit, u. a. in Eine flexible Frau (2010; als Max, der Studienkollege der Bauleiterin Greta) und Kurzfilmen wie Christoph Schlingensiefs Fremdverstümmelung (2007) mit.
Im August/September 1992 war er in den Folgen 71–77 als Rolf Breitner in einer wiederkehrenden Nebenrolle in der RTL-Serie Gute Zeiten, schlechte Zeiten zu sehen. Im Februar 2017 war er in der ZDF-Serie Notruf Hafenkante in einer Episodenhauptrolle zu sehen, er spielte Ulf Mikesch, einen Vater, der versucht, seine krebskranke Tochter aus den Händen einer dubiosen Sekte zu befreien.
Heidel lebt in Berlin.

## Filmografie (Auswahl)
- 1991: Becoming Colette (Kinofilm)
- 1992: Gute Zeiten, schlechte Zeiten (Fernsehserie, Seriennebenrolle)
- 2007: Fremdverstümmelung (Kurzfilm)
- 2010: Eine flexible Frau (Kinofilm)
- 2014: Top Girl oder la déformation professionnelle (Kinofilm)
- 2017: Notruf Hafenkante (Fernsehserie; Folge: Der Heiler)